# Baljet-Reaktion
Die Baljet-Reaktion ist eine von Henri Baljet 1918 publizierte qualitative und quantitative Analysenmethode. Diese chemische Reaktion dient zum Nachweis und zur kolorimetrischen Bestimmung von Cardenoliden 1. Dabei reagiert Pikrinsäure 2 in alkalischer Lösung unter Bildung von mesomeriestabilisierten Meisenheimer-Verbindungen, u. a. 3a bis 3c: